# 肯尼亚恐怖袭击
肯亞連年遭受多宗恐怖襲擊。在1980年，由猶太人擁有的諾福克酒店，遭受巴勒斯坦解放組織襲擊。到1998年，首都奈洛比的美國大使館受到炸彈襲擊。隨著肯亞軍方介入索馬里打擊恐怖活動的軍事行動，境內時有恐怖分子策動襲擊報復。在2013年，奈洛比一所由以色列人擁有的購物中心，受到伊斯蘭激進組織的武裝分子襲擊，多名外國人遇害。

## 背景
1976年7月，烏干達恩德培國際機場發生挾持人質事件，以色列軍方和特工部門策動恩德培行動，和恐怖分子激烈交戰，248名人質中有三人死亡，一人隨後被殺。運載以軍的C-130大力神運輸機，在返回以色列途中，被指曾經在肯亞加油。肯亞的行動被視為支持以色列和維護西方國家的利益，因而觸怒恐怖分子。

## 主要事件

### 1975年內羅畢爆炸事件和卡里烏基暗殺事件
1975年2月，肯亞首都內羅畢中部的星光夜總會和旅遊局，分別發生爆炸。翌日當地再度發生爆炸。3月1日，內羅畢有公車發生爆炸，造成30人死亡。連串襲擊引起社會極大迴響，但警方未能拘捕任何人。隨後幾日，當局再收到炸彈虛報，內羅畢彌漫恐懼不安的氣氛。
反對派社會主義政治家卡里烏基亦在國會表示，他的汽車懷疑被子彈擊中。發生公車爆炸案的翌日，他被國安人員要求，乘坐他們的汽車，接載他到一個地方。到幾日後，有馬塞牧民在恩貢山的叢林中，發現卡里烏基的遺體，手指被切掉，眼睛被挖出。卡里烏基失蹤和被殺的消息傳出後，連串炸彈襲擊亦告停止。

### 1980年諾福克酒店爆炸案
1980年除夕，內羅畢的諾福克酒店發生爆炸，造成20人死亡，80人受傷。有阿拉伯組織承認襲擊責任，聲稱是要報復肯亞容許以色列部隊，在內羅畢補充燃料，以突襲烏干達恩德培國際機場挾持人質的恐怖分子。
肯亞當局幾小時內，已認定34歲來自摩洛哥的阿卜杜勒‧哈米德是案中的主要疑犯。阿卜杜勒‧哈米德被指在當年最後一個星期入住酒店，到除夕離開酒店，但他支付到元旦的酒店費。在酒店住客集合準備享用新年晚餐之際，他已經登上飛往沙特阿拉伯的航機。

### 1998年美國大使館爆炸案
1998年8月7日，美國駐東非坦桑尼亞三蘭港和肯亞首都內羅畢的大使館幾乎同時遭受汽車炸彈襲擊，共造成224人死亡，超過4500人受傷。這次襲擊被認為是由阿蓋達組織的當地成員所為。
時任美國大使布什內爾在其後的訪問透露，一名自稱是阿蓋達組織成員曾在襲擊前八個月，警告會以汽車炸彈襲擊大使館。

### 2002年蒙巴薩爆炸案
其後，蒙巴薩一間酒店接收大約60名以色列旅客期間，亦受到自殺式炸彈襲擊，造成13人死亡，80人受傷。死者中有十名是肯亞人，當中六人是酒店僱員，大部分人據報是曾經乘坐以色列包機，到肯亞歡迎以色列賓客的傳統舞者；另外有三人是以色列人，包括兩名小童。以色列派出四架軍機，由蒙巴薩撤僑，並提供醫療和心理輔導支援。
差不多同一時間，以色列阿基亞航空公司一架波音757客機，從蒙巴薩機場起飛時，突然遭到兩枚SA-7（箭-2）肩扛式地對空導彈襲擊，但導彈未有擊中飛機，最終無人受傷，事後肯亞警方在機場兩公里外的地方，發現被人棄置的導彈發射器。阿基亞航空公司當時每星期，都有航班來往以色列特拉維夫和肯亞蒙巴薩。
肯亞警方認為阿蓋達組織東非領袖穆罕默德是主要疑犯。

### 2012年青年黨襲擊
2011年10月，索馬里和肯亞軍方採取聯合行動，在索馬里南部對抗伊斯蘭激進組織索馬里青年黨的武裝分子。 行動由索馬里軍方主導，肯亞軍隊提供支援。 自此，肯亞發生連串爆炸，相信是青年黨的報復行動。 在2012年6月初，肯亞軍隊加入非洲聯盟駐索馬里特派團，索馬里特派團是聯合國授權非洲聯盟採取區域維和行動的組織。
根據美國大使館的統計，2011年至2012年間，肯亞至少發生17宗涉及手榴彈或炸彈的襲擊，至少造成48人死亡，近200人受傷。當中九宗襲擊發生在東北部地區，包括達達布、瓦吉爾和加里薩。四宗襲擊發生在首都內羅畢，另外四宗位於蒙巴薩。襲擊目標包括警署、警車、夜店、酒吧、教堂、公車站等。

### 2013年西門購物中心槍擊案
2013年9月21日，一批槍手在內羅畢高檔的西門購物中心，槍殺顧客，據報超過70人遇害。死者包括肯亞總統肯亞塔的姪兒和姪媳、加納知名詩人及政治家科菲・阿吾諾，六名英國人、兩名法國人、兩名加拿大人和一名中國人。索馬里青年黨承認襲擊責任，聲稱是要報復肯亞出兵索馬里。

## 其他涉及恐怖襲擊的事件
2010年6月13日，基督教領袖舉行集會，反對國家就新憲法進行全民公投，受到汽油彈襲擊，群眾慌忙逃走，引發人踏人事件。有目擊者表示，內羅畢市中心的獨立花園發生兩宗爆炸。事件中有五人死亡，多達75人受傷。
2011年9月17日，總理辦公室內發現一個手榴彈殼，但警方表示事件並非針對任何人。
9月30日，內羅畢聖波利卡普教會舉辦主日學期間，遭到手榴彈襲擊，一名小童遇害。警方指責是青年黨支持者策動襲擊。

## 反恐法案
肯尼亞當局2012年制訂法案，防止恐怖分子在境內活動，但受到部分穆斯林、非政府組織和人權組織反對，指法案容許警方截取私人通訊、沒收財產和獲取疑似恐怖分子的銀行資料，批評是侵犯私隱。不過，法案最終在10月2日獲得通過，成為肯尼亞第一條反恐法案。

## 趨勢
在青年黨號召之下，越來越多肯尼亞人加入恐怖活動，當中很多人皈依伊斯蘭教。 2012年的估計顯示，大約一成的青年黨成員來自肯尼亞。 加入青年黨的肯尼亞人，通常是年輕的狂熱分子，並被核心成員稱為「聖戰者」。國家的貧窮問題，亦令國民更容易被誘使加入恐怖活動。另外，肯尼亞的武裝分子容易融入群眾，令當局更難進行打擊。有報告顯示，青年黨正嘗試招攬更多具有多民族背景的人士加入。